# Hardwick (South Norfolk)
Hardwick – wieś w Anglii, w Norfolk. W 1931 wieś liczyła 157 mieszkańców.